# Miguel Ángel de la Flor Valle
Miguel Ángel de la Flor Valle (Chiclayo, 1924-Lima, 12 de enero de 2010) fue un militar y político peruano. 

## Biografía
Llegó al grado de General de División del Ejército del Perú. 
Fue designado Ministro de Relaciones Exteriores del Perú en enero de 1972. Como tal trató de mejorar las tensas relaciones del Perú con Estados Unidos debido a la opresión del régimen militar a la inversión americana.
También fue representante peruano destacado a la Junta Interamericana de Defensa (JID).
Falleció en enero de 2010.

## Obras
- Política exterior del Perú, 1972-1973. Publicada en 1974.[2]